# 6-й гвардейский стрелковый корпус
6-й гвардейский стрелковый Дунайский корпус — гвардейское общевойсковое формирование (соединение, стрелковый корпус) РККА, вооружённых сил Советского Союза, во время Великой Отечественной войны.
Сокращённое наименование — 6 гв.ск.

## История
Управление корпуса сформировано 16 марта 1942 года в Малой Вишеры на базе для продолжения наступления в ходе Любанской операции. В состав корпуса первоначально вошли одна стрелковая дивизия и одна воздушно-десантная бригада, а также 42-й гвардейский корпусной артиллерийский полк, который в дальнейшем поддерживал корпус практически всю войну.
В составе действующей армии с 28 марта 1942 по 13 октября 1942 и с 5 ноября 1942 по 9 мая 1945 года.
В ходе боёв на Волхове корпус в бои не вводился. Летом, в преддверии Синявинской операции, корпус получил ряд новых соединений и передислоцирован несколько севернее. В сентябре 1942 года корпус принимал участие в Синявинской операции. Был введён в бой от Гайтолово первым эшелоном 27 августа 1942 года.. Наступление корпуса в первые дни развивалось успешно, форсировав реку Чёрная, корпус прорвал первую полосу обороны на стыке 227-й и 223-й пехотных дивизий, через два дня вышел на подступы к Синявино, затем 3-я гвардейская дивизия начала наступление на Рабочий посёлок № 5, 24-я начала продвижение к озеру Синявинское, а 19-я наступление непосредственно на Синявино. Дальнейшее наступление корпуса оказалось безуспешным, а вскоре он попал в окружение, понёс большие потери и с 27 сентября 1942 года выводится с достигнутых позиций близ Синявино. В октябре 1942 года управление корпуса, оставив войска, поступило в резерв Ставки ВГК
23 октября 1942 года управление корпуса, дислоцированное в получило под командование новые соединения: 38-ю и 44-ю гвардейские и 266-ю стрелковые дивизии. В конце ноября 1942 года корпус был переброшен в район села Верхний Мамон. С 16 декабря 1942 года корпус переходит в наступление в ходе Среднедонской наступательной операции с осетровского плацдарма на Дону и обеспечивает прорыв для танков 18-го танкового корпуса, после чего развивает наступление вслед за танками в направлении Миллерово. 19 декабря 1942 года войска корпуса освобождают Богучар, в этот же день танки уже дошли до города Мешков. В двадцатых числах декабря 1942 года корпус развернулся под Миллерово и с 26 декабря 1942 года вступил в бои за город, которые продолжались до 17 января 1943 года, когда Миллерово было освобождено. После освобождения Миллерово, корпус развернулся на запад и с боями начал продвигаться к Северскому Донцу
В конце января 1943 года корпус действуя совместно с 18-м танковым корпусом форсировал Северский Донец юго-восточнее Лисичанска, принял участие в освобождении Рубежного и Пролетарска. Особенно тяжёлые бои развязались на рубеже Лисичанск — Крымская в 28 километрах юго-восточнее Лисичанска, затем продолжал наступление на позиции противника вдоль правого берега Северского Донца в районе Лисичанска.. Особенно тяжёлые бои развязались на рубеже Лисичанск — Крымская в 28 километрах юго-восточнее Лисичанска, но войска корпуса отбили атаки 335-й пехотной дивизии, поддержанные танками 7-й танковой дивизии, и 1 февраля 1943 года освободили укреплённый пункт Крымская. 8 февраля 1943 года части корпуса освободили Вознесенское, но дальнейшее наступление на Артёмовск натолкнулось на упорную оборону и захлебнулось. С 18 февраля 1943 года после передачи своих позиций, корпусу надлежало форсированным маршем двигаться по маршруту Славянск, Барвенково, Лозовая на запад и выйти к 1 марта 1943 года в район Петриковки. Однако, к тому времени когда корпус подходил к Лозовой, противник уже нанёс контрудар. Корпус занял оборону в 60—65 километрах северо-западнее Красноармейского и весь день 25 февраля 1943 года отражают атаки танков, не давая им выйти к железнодорожному полотну Славянск — Лозовая. Ночью 25 февраля 1943 года корпус начал отход на Балаклею поскольку части корпуса были обойдены с флангов и к 28 февраля 1943 года переправился через Северский Донец и занял оборону западнее Изюма, в большой излучине Северского Донца., где находится в обороне до июля 1943 года. 17 июля 1943 года части корпуса форсируют Северский Донец в 20 километрах юго-западнее Изюма в ходе Изюм-Барвенковской операции и завязали тяжелейшие бои за удержание и расширение плацдарма.
В ходе Донбасской наступательной операции переходит в наступление вновь форсируя Северский Донец в ночь на 7 сентября 1943 года уже северо-западнее Изюма, преодолевая сопротивление, к 10 сентября 1943 года выходит на берег реки Берека, где в течение нескольких дней прорывает оборону противника, наступая в общем направлении на Новомосковск, с боями вышел к городу и в тяжёлом бою освободил его 22 сентября 1943 года, после чего продвигается походными колоннами до 26 сентября 1943 года до рубежа Одинковки, посёлков имени Карла Маркса, Красноармейский, где после боёв, 27 сентября 1943 года вышел к Днепру напротив Днепропетровска и вскоре был отведён во второй эшелон и в октябре 1943 года вошёл в состав 46-й армии и частью сил переброшен на плацдарм у села Аулы рядом с Днепродзержинском. 23 октября 1943 года 6-я и 353-я стрелковые дивизии начали атаку, прорывая оборону противника на запад, а 195-я стрелковая дивизия начала переправу через Днепр, после чего начала наступление на юг, окружая Днепродзержинск, который 25 октября 1943 года был освобождён, а корпус вышел в район Криничек, и далее, продвинувшись от Днепродзержинска на 75 километров и остановившись под Софиевкой, где оборону противника преодолеть корпус не смог, несмотря на многочисленные атаки.
С 1 февраля 1944 года корпус возобновил наступление в ходе Никопольско-Криворожской операции, продвигаясь из района Софиевки в направлении на Апостолово, и, продвинувшись до берега реки Каменки юго-восточнее Кривого Рога до населённого пункта Екатериновка, развернувшись на северо-запад, приступил к наступлению на Кривой Рог через Долгинцево. В первые дни наступления, начавшегося 17 февраля 1944 года, корпус почти не продвигаясь, ведёт ожесточённые бои и лишь к 21 февраля 1944 года корпус вышел к Кривому Рогу и участвовал в его освобождении, которое состоялось 22 февраля 1944 года.
В ходе Березнеговато-Снигиревской операции получил задачу наступать в первом эшелоне армии на её правом фланге в общем направлении на Казанку. Ещё в ночь на 27 февраля 20-я гвардейская стрелковая дивизия форсировала Ингулец и захватила плацдарм в районе Рабочего посёлка и хутора Марьинский (ныне в черте города Кривой Рог), а затем в течение трёх суток ведёт тяжёлые бои за удержание плацдарма, и в начале марта 1944 года корпус изготовился к наступлению с плацдарма. Корпус имел задачу прорвать оборону противника в районе Карачуновки, ударом в направлении Зелёный Гай, Казанка нанести поражение противнику и к исходу первого дня наступления овладеть рубежом Зелёный Луг, Тихий Приют. В первом эшелоне 7 марта 1944 года перешли в наступление 48-я гвардейская стрелковая дивизия и 353-я стрелковая дивизия, 9 марта 1944 года части корпуса вышли к Казанке и взяли город, к 11 марта 1944 подошли к Ингулу. Переправившись через реку, корпус наступал вслед за конно-механизированной группой Плиева, и имея задачу прикрывать её правый фланг, таким образом выйдя в тыл группировке противника у Березнеговатого и отрезав ей пути отступления, продвигаясь в направлении Ново-Григорьевки и Вознесенска. 21 марта 1944 года корпус перегруппировался, будучи подчинённым оперативно 37-й армии. 24 марта 1944 года силами корпуса был освобождён Вознесенск и 26 марта 1944 года приступил к форсированию Южного Буга, однако форсирование сорвалось ввиду ожесточённого сопротивления, исключая один полк 28-й гвардейской стрелковой дивизии, сумевший удержать небольшой плацдарм. Вновь корпус приступил к форсированию 28 марта 1944 года, успешно форсировал реку и к 31 марта 1944 года вышел к Тилигулу, юго-восточнее Демидова, форсировав его, продолжил наступление, преследуя отступающие войска противника в направлении на Раздельную, Бакалово которые корпус окончательно закрепил за собой к 7 апреля 1944 года. С 10 апреля 1944 года корпус вновь переходит в наступление и через Слободзею Молдаванскую утром 11 апреля 1944 года достиг Днестра и в этот же день форсирует реку, создав Кицканский плацдарм, после чего ведёт до конца апреля 1944 года тяжёлые бои за расширение и удержание плацдарма. 1 мая 1944 года корпус выведен с плацдарма и сосредоточен близ Тирасполя, где находится до середины августа 1944 года.
Перед Ясско-Кишинёвской операцией корпусу была поставлена задача наступления в первом эшелоне на направлении главного удара, прорыва обороны противника и обеспечение ввода в бой 7-го механизированного корпуса. С 14 августа 1944 года корпус начал переброску на передовую и с 20 августа 1944 года переходит в наступление с плацдарма в общем направлении на Ермоклию, где завязались тяжёлые бои, заставившие ввести в действие все силы корпуса, далее наступает по маршруту Дезгинжа, Томай, Леова, форсирует Прут и 27 августа 1944 года соединятся с войсками 2-го Украинского фронта.
С 29 августа по 3 сентября 1944 года корпус совершил марш к Дунаю, сосредоточился там в 20 километрах западнее Измаила и переправился на территорию Румынии, затем совершает марш по территории Румынии, 9 сентября 1944 года перешёл румынско-болгарскую границу и вступил на территорию Болгарии, 11 сентября 1944 года сосредоточившись в районе Калиманцев (юго-восточнее Новоградца). С 20 сентября 1944 года корпус снова на марше, через Белоградец, Смедово, Сливен, к 29 сентября 1944 года сосредоточился в районе Камен, Крушар, Михайловка.
С 1 ноября 1944 года корпус начал погрузку в эшелоны на станции Сливен и начал переброску в Пирот (Югославия), после чего начал марш, к 15 ноября 1944 года сосредоточился под Белградом и после марша, перейдя через Дунай, сосредоточился у города Сомбор к 19 ноября 1944 года. 24 ноября 1944 года части корпуса вновь переправились через Дунай на плацдарм у город Батин и с ходу вступили в бои с 31-й дивизией СС, которая наступала с целью ликвидации плацдарма. Вводом в бой 10-й гвардейской воздушно-десантной и 10-й гвардейской стрелковой дивизий плацдарм был расширен до 14-18 километров в глубину и до 50 километров по фронту, к 27 ноября 1944 года выйдя к каналу Корашица. Форсировав канал, дивизии во взаимодействии с 32-й гвардейской механизированной бригадой начали штурм города Печ и в тяжёлых боях 29 ноября 1944 года взяли город, после чего продолжили наступление, расширяя плацдарм. 2 декабря 1944 года корпус взял Капошвар, продвинулся к рубежу Местегнё, Келемиз, где вступил в долгие и кровопролитные встречные бои и с 21 декабря 1944 года перешёл к обороне. На 17 февраля 1945 года занимает оборону, своим левым флангом соприкасаясь с рубежом 64-го стрелкового корпуса в районе Шамодьяд, Шопоньяй, Сеньер, Немешдед.
В ходе Балатонской операции с 6 марта 1945 года оказался на острие удара 2-й танковой армии, этим ударом оборона корпуса была прорвана, противник сумел вклиниться на 4-5 километров в боевые порядки корпуса. К 16 марта 1945 года противник, пробиваясь к Капошвару, взял Сегне, расчленив части корпуса, вышел в район Ташки, форсировал канал и достиг западной окраины Никлы. Корпус до 20 марта 1945 года ведёт бои в этом районе, после чего наступление противника выдохлось и корпус перешёл в наступление в направлении Марцали, который был взят частью сил корпуса 30 марта 1945 года; в первых числах апреля 1945 года корпус вышел к австро-венгерской границе, где находился сильно укреплённый, заранее подготовленный рубеж. Командование армии решило прорывать его силами корпуса.
С 9 апреля 1945 года прорывает укреплённый район в направлении Гнас — Граберсдорф, с тяжёлыми боями вошёл на территорию Австрии, в двадцатых числах апреля 1945 года сосредоточился в районе Феринт, Шефер, Вельтен. 8 мая 1945 года переходит в наступление на города Фельдбах и Грац, прорвал оборону и 9 мая 1945 года, взяв Фельдбах и Грац, закончил войну.
После окончания войны входил в состав Южной группы войск. Расформирован в декабре 1946 года.

## В составе и состав
| Дата       | Фронт                                                      | Армия | Состав (стрелковые формирования) | Другие части | Примечания |
| ---------- | ---------------------------------------------------------- | --- | --- | --- | ---------- |
| 01.05.1942 | Ленинградский фронт (Группа войск Волховского направления) | — | 165-я стрелковая дивизия 1-я воздушно-десантная бригада | 340-й отдельный батальон связи 135-й отдельный инженерный батальон 5-й отдельный автогужтранспортный батальон 1604-я полевая касса Госбанка 790-я военно-почтовая станция          | —          |
| 01.06.1942 | Ленинградский фронт (Волховская группа войск)              | — | 4-я гвардейская стрелковая дивизия 21-я гвардейская стрелковая дивизия 1-я воздушно-десантная бригада                                                        | 20-й отдельный батальон связи 5-й отдельный автогужтранспортный батальон 1604-я полевая касса Госбанка 790-я военно-почтовая станция                                               | —          |
| 01.07.1942 | Волховский фронт                                           | — | 4-я гвардейская стрелковая дивизия 24-я гвардейская стрелковая дивизия 58-я стрелковая бригада                                                               | 20-й отдельный батальон связи 5-й отдельный автогужтранспортный батальон 1604-я полевая касса Госбанка 790-я военно-почтовая станция                                               | —          |
| 01.08.1942 | Волховский фронт                                           | — | 4-я гвардейская стрелковая дивизия 24-я гвардейская стрелковая дивизия 22-я стрелковая бригада 23-я стрелковая бригада 58-я стрелковая бригада               | 20-й отдельный батальон связи 5-й отдельный автогужтранспортный батальон 1604-я полевая касса Госбанка 790-я военно-почтовая станция                                               | —          |
| 01.09.1942 | Волховский фронт                                           | 8-я армия | 3-я гвардейская стрелковая дивизия 19-я гвардейская стрелковая дивизия 24-я гвардейская стрелковая дивизия                                                   | 20-й отдельный батальон связи 5-й отдельный автогужтранспортный батальон 1604-я полевая касса Госбанка 790-я военно-почтовая станция                                               | —          |
| 01.10.1942 | Волховский фронт                                           | 2-я ударная армия | 3-я гвардейская стрелковая дивизия 376-я стрелковая дивизия                                                                                                  | 20-й отдельный батальон связи 5-й отдельный автогужтранспортный батальон 1604-я полевая касса Госбанка 790-я военно-почтовая станция                                               | —          |
| 01.11.1942 | Резерв Ставки ВГК                                          | 4-я резервная армия | 38-я гвардейская стрелковая дивизия 44-я гвардейская стрелковая дивизия 266-я стрелковая дивизия                                                             | 20-й отдельный батальон связи 5-й отдельный автогужтранспортный батальон 1604-я полевая касса Госбанка 790-я военно-почтовая станция                                               | —          |
| 01.12.1942 | Юго-Западный фронт                                         | 1-я гвардейская армия | 38-я гвардейская стрелковая дивизия 44-я гвардейская стрелковая дивизия 266-я стрелковая дивизия                                                             | 20-й отдельный батальон связи 5-й отдельный автогужтранспортный батальон 1604-я полевая касса Госбанка 790-я военно-почтовая станция                                               | -          |
| 01.01.1943 | Юго-Западный фронт                                         | 1-я гвардейская армия 5 декабря 1942 года армия переименована в 3-ю гвардейскую армию Юго-Западного фронта 2-го формирования] | 38-я гвардейская стрелковая дивизия 44-я гвардейская стрелковая дивизия 1-я стрелковая дивизия                                                               | 20-й отдельный батальон связи 5-й отдельный автогужтранспортный батальон 1604-я полевая касса Госбанка 790-я военно-почтовая станция                                               | —          |
| 01.02.1943 | Юго-Западный фронт                                         | 1-я гвардейская армия | 38-я гвардейская стрелковая дивизия 44-я гвардейская стрелковая дивизия 58-я гвардейская стрелковая дивизия                                                  | 20-й отдельный батальон связи 5-й отдельный автогужтранспортный батальон 1604-я полевая касса Госбанка 790-я военно-почтовая станция                                               | —          |
| 01.03.1943 | Юго-Западный фронт                                         | 1-я гвардейская армия | 38-я гвардейская стрелковая дивизия 44-я гвардейская стрелковая дивизия 60-я гвардейская стрелковая дивизия 52-я стрелковая дивизия 195-я стрелковая дивизия | 20-й отдельный батальон связи 5-й отдельный автогужтранспортный батальон 1604-я полевая касса Госбанка 790-я военно-почтовая станция                                               | —          |
| 01.04.1943 | Юго-Западный фронт                                         | 1-я гвардейская армия | 44-я гвардейская стрелковая дивизия 56-я гвардейская стрелковая дивизия 53-я стрелковая дивизия 195-я стрелковая дивизия                                     | 20-й отдельный батальон связи 5-й отдельный автогужтранспортный батальон 1604-я полевая касса Госбанка 790-я военно-почтовая станция                                               | —          |
| 01.05.1943 | Юго-Западный фронт                                         | 1-я гвардейская армия | 44-я гвардейская стрелковая дивизия 56-я гвардейская стрелковая дивизия 53-я стрелковая дивизия 195-я стрелковая дивизия                                     | 20-й отдельный батальон связи 5-й отдельный автогужтранспортный батальон 1604-я полевая касса Госбанка 790-я военно-почтовая станция                                               | —          |
| 01.06.1943 | Юго-Западный фронт                                         | 1-я гвардейская армия | 44-я гвардейская стрелковая дивизия 57-я гвардейская стрелковая дивизия 60-я гвардейская стрелковая дивизия                                                  | 20-й отдельный батальон связи 5-й отдельный автогужтранспортный батальон 1604-я полевая касса Госбанка 790-я военно-почтовая станция                                               | —          |
| 01.07.1943 | Юго-Западный фронт                                         | 1-я гвардейская армия | 57-я гвардейская стрелковая дивизия 53-я стрелковая дивизия 195-я стрелковая дивизия                                                                         | 20-й отдельный батальон связи 5-й отдельный автогужтранспортный батальон 1604-я полевая касса Госбанка 790-я военно-почтовая станция                                               | —          |
| 01.08.1943 | Юго-Западный фронт                                         | 1-я гвардейская армия | 44-я гвардейская стрелковая дивизия 57-я гвардейская стрелковая дивизия                                                                                      | 20-й отдельный батальон связи 5-й отдельный автогужтранспортный батальон 1604-я полевая касса Госбанка 790-я военно-почтовая станция                                               | —          |
| 01.09.1943 | Юго-Западный фронт                                         | 1-я гвардейская армия | 44-я гвардейская стрелковая дивизия 57-я гвардейская стрелковая дивизия 195-я стрелковая дивизия                                                             | 20-й отдельный батальон связи 5-й отдельный автогужтранспортный батальон 1604-я полевая касса Госбанка 790-я военно-почтовая станция                                               | —          |
| 01.10.1943 | Юго-Западный фронт                                         | 1-я гвардейская армия | 20-я гвардейская стрелковая дивизия 152-я стрелковая дивизия                                                                                                 | 20-й отдельный батальон связи 5-й отдельный автогужтранспортный батальон 1604-я полевая касса Госбанка 790-я военно-почтовая станция                                               | —          |
| 01.11.1943 | 3-й Украинский фронт                                       | 46-я армия | 6-я стрелковая дивизия 353-я стрелковая дивизия | 20-й отдельный батальон связи 5-й отдельный автогужтранспортный батальон 1604-я полевая касса Госбанка 790-я военно-почтовая станция                                               | —          |
| 01.12.1943 | 3-й Украинский фронт                                       | 46-я армия | 6-я стрелковая дивизия 31-я стрелковая дивизия 353-я стрелковая дивизия                                                                                      | 20-й отдельный гвардейский батальон связи 892-й отдельный сапёрный батальон 5-й отдельный автогужтранспортный батальон 1604-я полевая касса Госбанка 790-я военно-почтовая станция | —          |
| 01.01.1944 | 3-й Украинский фронт                                       | 46-я армия | 20-я гвардейская стрелковая дивизия 152-я стрелковая дивизия 353-я стрелковая дивизия                                                                        | 20-й отдельный гвардейский батальон связи 892-й отдельный сапёрный батальон 5-й отдельный автогужтранспортный батальон 1604-я полевая касса Госбанка 790-я военно-почтовая станция | —          |
| 01.02.1944 | 3-й Украинский фронт                                       | 46-я армия | 20-я гвардейская стрелковая дивизия 236-я стрелковая дивизия 353-я стрелковая дивизия                                                                        | 20-й отдельный гвардейский батальон связи 892-й отдельный сапёрный батальон 5-й отдельный автогужтранспортный батальон 1604-я полевая касса Госбанка 790-я военно-почтовая станция | —          |
| 01.03.1944 | 3-й Украинский фронт                                       | 46-я армия | 20-я гвардейская стрелковая дивизия 353-я стрелковая дивизия                                                                                                 | 20-й отдельный гвардейский батальон связи 892-й отдельный сапёрный батальон 5-й отдельный автогужтранспортный батальон 1604-я полевая касса Госбанка 790-я военно-почтовая станция | —          |
| 01.04.1944 | 3-й Украинский фронт                                       | 37-я армия | 20-я гвардейская стрелковая дивизия 195-я стрелковая дивизия                                                                                                 | 20-й отдельный гвардейский батальон связи 892-й отдельный сапёрный батальон 5-й отдельный автогужтранспортный батальон 1604-я полевая касса Госбанка 790-я военно-почтовая станция | —          |
| 01.05.1944 | 3-й Украинский фронт                                       | 37-я армия | 20-я гвардейская стрелковая дивизия 195-я стрелковая дивизия                                                                                                 | 20-й отдельный гвардейский батальон связи 892-й отдельный сапёрный батальон 5-й отдельный автогужтранспортный батальон 1604-я полевая касса Госбанка 790-я военно-почтовая станция | —          |
| 01.06.1944 | 3-й Украинский фронт                                       | 37-я армия | 10-я гвардейская воздушно-десантная дивизия 20-я гвардейская стрелковая дивизия 195-я стрелковая дивизия                                                     | 20-й отдельный гвардейский батальон связи 892-й отдельный сапёрный батальон 5-й отдельный автогужтранспортный батальон 1604-я полевая касса Госбанка 790-я военно-почтовая станция | —          |
| 01.07.1944 | 3-й Украинский фронт                                       | 37-я армия | 10-я гвардейская воздушно-десантная дивизия 20-я гвардейская стрелковая дивизия 195-я стрелковая дивизия                                                     | 20-й отдельный гвардейский батальон связи 892-й отдельный сапёрный батальон 5-й отдельный автогужтранспортный батальон 1604-я полевая касса Госбанка 790-я военно-почтовая станция | —          |
| 01.08.1944 | 3-й Украинский фронт                                       | 37-я армия | 10-я гвардейская воздушно-десантная дивизия 20-я гвардейская стрелковая дивизия 195-я стрелковая дивизия                                                     | 20-й отдельный гвардейский батальон связи 892-й отдельный сапёрный батальон 5-й отдельный автогужтранспортный батальон 1604-я полевая касса Госбанка 790-я военно-почтовая станция | —          |
| 01.09.1944 | 3-й Украинский фронт                                       | 37-я армия | 10-я гвардейская воздушно-десантная дивизия 20-я гвардейская стрелковая дивизия 195-я стрелковая дивизия                                                     | 20-й отдельный гвардейский батальон связи 892-й отдельный сапёрный батальон 5-й отдельный автогужтранспортный батальон 1604-я полевая касса Госбанка 790-я военно-почтовая станция | —          |
| 01.10.1944 | 3-й Украинский фронт                                       | 37-я армия | 10-я гвардейская воздушно-десантная дивизия 20-я гвардейская стрелковая дивизия 195-я стрелковая дивизия                                                     | 20-й отдельный гвардейский батальон связи 892-й отдельный сапёрный батальон 5-й отдельный автогужтранспортный батальон 1604-я полевая касса Госбанка 790-я военно-почтовая станция | —          |
| 01.11.1944 | 3-й Украинский фронт                                       | 37-я армия | 10-я гвардейская воздушно-десантная дивизия 20-я гвардейская стрелковая дивизия 61-я гвардейская стрелковая дивизия                                          | 20-й отдельный гвардейский батальон связи 892-й отдельный сапёрный батальон 5-й отдельный автогужтранспортный батальон 1604-я полевая касса Госбанка 790-я военно-почтовая станция | —          |
| 01.12.1944 | 3-й Украинский фронт                                       | 57-я армия | 10-я гвардейская воздушно-десантная дивизия 20-я гвардейская стрелковая дивизия 61-я гвардейская стрелковая дивизия                                          | 20-й отдельный гвардейский батальон связи 892-й отдельный сапёрный батальон 5-й отдельный автогужтранспортный батальон 1604-я полевая касса Госбанка 790-я военно-почтовая станция | —          |
| 01.01.1945 | 3-й Украинский фронт                                       | 57-я армия | 20-я гвардейская стрелковая дивизия 61-я гвардейская стрелковая дивизия 19-я стрелковая дивизия 113-я стрелковая дивизия                                     | 20-й отдельный гвардейский батальон связи 892-й отдельный сапёрный батальон 5-й отдельный автогужтранспортный батальон 1604-я полевая касса Госбанка 790-я военно-почтовая станция | —          |
| 01.02.1945 | 3-й Украинский фронт                                       | 57-я армия | 10-я гвардейская воздушно-десантная дивизия 20-я гвардейская стрелковая дивизия 61-я гвардейская стрелковая дивизия                                          | 20-й отдельный гвардейский батальон связи 892-й отдельный сапёрный батальон 5-й отдельный автогужтранспортный батальон 1604-я полевая касса Госбанка 790-я военно-почтовая станция | —          |
| 01.03.1945 | 3-й Украинский фронт                                       | 57-я армия | 10-я гвардейская воздушно-десантная дивизия 20-я гвардейская стрелковая дивизия 61-я гвардейская стрелковая дивизия                                          | 20-й отдельный гвардейский батальон связи 892-й отдельный сапёрный батальон 5-й отдельный автогужтранспортный батальон 1604-я полевая касса Госбанка 790-я военно-почтовая станция | —          |
| 01.04.1945 | 3-й Украинский фронт                                       | 57-я армия | 10-я гвардейская воздушно-десантная дивизия 61-я гвардейская стрелковая дивизия 104-я стрелковая дивизия                                                     | 20-й отдельный гвардейский батальон связи 892-й отдельный сапёрный батальон 5-й отдельный автогужтранспортный батальон 1604-я полевая касса Госбанка 790-я военно-почтовая станция | —          |
| 01.05.1945 | 3-й Украинский фронт                                       | 57-я армия | 10-я гвардейская воздушно-десантная дивизия 20-я гвардейская стрелковая дивизия 61-я гвардейская стрелковая дивизия                                          | 20-й отдельный гвардейский батальон связи 892-й отдельный сапёрный батальон 5-й отдельный автогужтранспортный батальон 1604-я полевая касса Госбанка 790-я военно-почтовая станция | —          |

### Награды частей корпусного подчинения
- 892-й отдельный сапёрный Новобугский[7] батальон

### Командование
- Иван Терентьевич Коровников (с 16.03.1942 по 21.04.1942), генерал-майор
- Сергей Васильевич Рогинский (с 22.04.1942 по 05.06.1942), полковник, с 13.05.1942 генерал-майор
- Сергей Тимофеевич Бияков (с 06.06.1942 по 06.10.1942), генерал-майор
- Иван Прокопьевич Алфёров (с 07.10.1942 по 30.12.1943), полковник, с 31.12.1942 генерал-майор
- Григорий Петрович Котов (с 31.12.1943 по 07.11.1944), генерал-майор с 13.09.1944 генерал-лейтенант
- Михаил Дмитриевич Зайчиков (с 08.11.1944 по 20.11.1944), полковник[8]
- Алексей Васильевич Благодатов (с 20 по 30 ноября 1944), генерал-майор
- Степан Ильич Морозов (с 30.11.1944 по 19.03.1945), генерал-лейтенант
- Николай Михайлович Дрейер (с 20.03.1945 по 11.06.1946), генерал-лейтенант[9]
- Фёдор Дмитриевич Захаров (с 06.1946 по 12.1946), генерал-лейтенант

### Командующий артиллерией
- гвардии генерал-майор Михайлов, Анатолий Николаевич (на 2 апреля 1945 года)